# 高嘉華站
高嘉華站（英語：Kogarah station）是一個城市鐵路東郊及伊拉瓦拉線的車站，位於悉尼南部的高嘉華，聖佐治銀行的總部就設於此站附近，這裏附近亦是高嘉華地方政府區域的總部所在地。在車站的旁連結著一個商場名叫作高嘉華市中心（Kogarah Town Centre）。

## 歷史
車站跟隨著路線在1884年10月開幕。

## 月台服務
每小時會有2班列車，繁忙時間會加設班次。在2006年的時間表，南海岸線列車會在繁忙時間進入此站。
1號月台
- 東郊及伊拉瓦拉線 — 往邦迪聯運

2號月台
- 東郊及伊拉瓦拉線 — 往瀑布/克羅努拉

3號月台

- 東郊及伊拉瓦拉線 — 往邦迪聯運

4號月台

- 東郊及伊拉瓦拉線 — 往瀑布/克羅努拉
- 南海岸線 — 往瀑布/克羅努拉

## 交通接駁
悉尼巴士
- 476 － 樂調站至三蘇斯（Sans Souci）
- 477 － 米灣達站至樂調站

威立雅
- 455 － 樂調廣場至京士高站
- 947 － 康高拉站至好市圍站
- 958 － 樂調廣場至好市圍站

賓治寶巴士
- 446 － 歐活（Earlwood）至露斯蘭（Roselands）

| 路線編號 | 路線              | 鄰近車站 |      |        |      |
| N11      | 市政廳 （佐治街） | 克羅努拉 | 樂調 | 康高拉 | 卡頓 |
| N10      | 市政廳 （佐治街） | 新忽地   | 樂調 | 康高拉 | 卡頓 |

## 傷殘人士設施
車站設有升降機並有職員在車站開放時間當值。